# Rokycany (Slovacchia)
Rokycany (in ungherese Berki) è un comune della Slovacchia facente parte del distretto di Prešov, nella regione omonima.